# Langenberg (Holdorf)
Langenberg ist ein Ortsteil von Holdorf im Landkreis Vechta, Niedersachsen.

## Geschichte
Die 1953 entstandene Bergarbeitersiedlung liegt bei der Erzbergbau Porta-Damme (1939–1967). Das Bergbauunternehmen hatte Anfang des Jahres 1953 die Gemeinde Holdorf gebeten, Bauland für Bergarbeiter und ihre Familien auszuweisen. Die Gemeinde bot der Gemeinnützigen Wohnungsbaugesellschaft für den Kreis Vechta nördlich eines Weges zwischen der Bauerschaft Handorf und der Gemeinde Steinfeld Bauland an, einer bis dahin überwiegend unkultivierten Heidefläche.
Schon ab dem Spätsommer 1953 begann die Wohnungsbaugesellschaft mit dem ersten Bauabschnitt. Der fünfte und letzte Bauabschnitt wurde im Herbst 1958 vollendet. Insgesamt wurden 122 Siedlungshäuser in einheitlicher Bauweise errichtet, jeweils mit einer Wohnung im Erdgeschoss und einer Einliegerwohnung im Dachgeschoss. Die Wohnfläche der Häuser betrug insgesamt 90 m². Nach Vergabe der Häuser – durch die Bergbaugesellschaft im Losverfahren unter Berücksichtigung sozialer Gesichtspunkte – wurden die Bergarbeiter Eigentümer und zahlten die Baukosten anteilig an das Land Niedersachsen, die Bergbaugesellschaft und die Banken ab.
Die Siedlung erhielt aufgrund der am nordwestlichen Rand gelegenen Erhebung „Langer Berg“ 1958 den Namen Langenberg. Nach Schließung des Bergwerkes im Jahr 1967 sank die Einwohnerzahl von ca. 1.000 auf 800 Menschen im Jahr 1968. Ein Teil der Beschäftigten konnte in anderen industriellen Betrieben der Region Arbeit finden. Inzwischen wohnen in Langenberg wieder über 1300 Menschen.
Mit der Entstehung der Siedlung wurde in den 1950er und 1960er Jahren auch die öffentliche Infrastruktur geschaffen. Es gibt seit 1963 die katholische Pfarrkirche Sankt Barbara, seit 1965 das Pfarrheim „Barbaraheim“, die Barbara-Grundschule Handorf-Langenberg und die katholische Kindertagesstätte St. Barbara.
Ausgehend vom 1954 gegründeten Siedlerbund entwickelte sich ein reichhaltiges Vereinsleben, zum Beispiel das Blasorchester Handorf-Langenberg, die Barbara-Band, der Kinderchor Handorf-Langenberg, der Sportverein SV Handorf-Langenberg und der Schützenverein. Die neuen Vereine trugen auch zur Bildung einer gemeinsamen örtlichen Identität zwischen dem bäuerlich geprägten Handorf und dem bergmännisch geprägten Langenberg bei.
Im Jahr 2018 wurde die Genossenschaft Dorfgemeinschaftshaus Zum Schanko eG gegründet, an der viele Einwohner Handorf-Langenbergs beteiligt sind. Die Genossenschaft übernahm und renovierte die letzte verbliebene Gaststätte des Ortes „Zum Schanko“ (benannt nach Erich Schanko), die seit 2019 als Dorfgemeinschaftshaus weiter betrieben wird. Das Konzept und die ehrenamtliche Arbeit der Genossenschaftsmitglieder fanden überregionale Beachtung.